# 주고쿠 방언
주고쿠 방언(中国方言 주고쿠호겐(ちゅうごくほうげん)[*])은 야마구치현, 시마네현 서부(이와미), 히로시마현, 오카야마현, 돗토리현 중동부(이나바, 호키 동부), 효고현 북부(다지마), 교토부 북부(단고 서부)에서 사용되는 서일본 방언에 속하는 일본어 방언을 총칭한다. 시마네현 동부와 돗토리현 서부의 방언은 운파쿠 방언이라 하는데, 이는 음운 체계가 크게 다르기 때문에 주고쿠 방언에 포함하지 않는다.

## 하위 분류

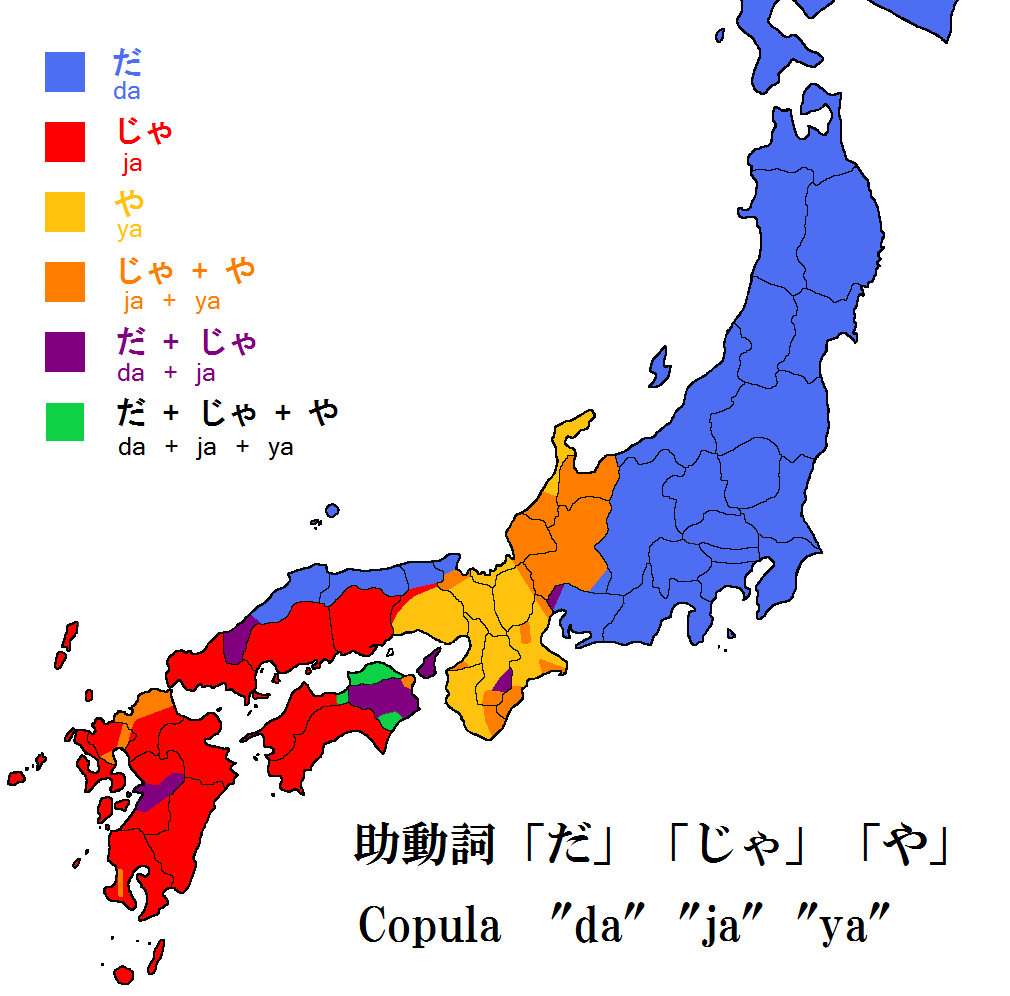
단정의 조동사 だ, じゃ, や의 분포. 산요는 じゃ, 산인은 だ를 사용한다.

주고쿠 방언은 크게 산인과 산요으로 나눌 수 있다. 히가시산인 방언은 운파쿠 방언과 공통되는 요소도 있다.
- 히가시산인 방언 (산인 방언의 하나)
  - 단고벤
  - 다지마벤
  - 인슈벤 (돗토리벤)
  - 구라요시벤
- 산요 방언
  - 히가시산요 방언(기비 방언)
    - 오카야마벤
      - 비젠벤
      - 빗추벤
      - 미마사카벤

    - 빈고벤
      - 후쿠야마벤

  - 니시추고쿠 방언
    - 히로시마벤(아키벤)
    - 야마구치벤
    - 이와미벤

## 발음
악센트
악센트는 대부분의 지역에서 도쿄식 악센트를 사용한다.
연모음의 융합
연모음의 융합이 활발하다. 예를 들어 연모음 アイ는 지역에 따라 エァー[æː], アー, エー, ャー 등으로 바뀐다. 예로 赤い(あかい)는　アケァー, アカー, アケー ,アキャー 등으로 바뀐다. を나 は 등의 조동사도 앞 모음과 융합하여 手紙を은 テガミュー 또는 テガミョー로, 酒を은 サキョー로, 酒は은 サキャー와 같이 변화한다.

ガ행음
ガ행 비탁음은 사용하지 않으며 파열음 [g]로 발음한다.
산인의 アウ 연모음
효고현의 다지마 북부에서 돗토리현에 걸친 지역에서는 アウ 연모음에서 유래한 개음이 アー로 변화해 남아 있다. 이 현상은 운파쿠 방언과도 공통적이다. 이들 지역에서는 行かむ에서 유래한 いかう는 いかー로, であらむ에서 유래한 であらう는 だらー로 남아 있다. 이외의 지역에서는 개음이 オー로 변화했기 때문에 いこー, じゃろー・だろー 등으로 바뀌었다.

## 문법
じゃ, だ, や
단정의 조동사로는 산요에서 じゃ를 산인(이와미 포함)에서 だ를 사용한다. 히로시마현 북부나 오카야마현 북부에서도 だ를 사용한다. 야마구치현 서부에서는 〜や도 쓴다.
よる, とる
규슈, 시코쿠 지방과 마찬가지로 진행태 와 완료태의 구별이 있다. 동작이 진행중인 것(지금~하고 있다)에는 ~よる를 사용하며, 동작이 완료된 결과가 남아 있는 것(~해 버렸다)에는 〜とる나 ちょる를 사용한다. 예를 들자면 '비가 내리고 있다'는 공통어에서 雨が降っている라고 하지만, 주고쿠 방언에서는 雨が降りよる(지금 비가 내리고 있다)와 雨が降っとる(비가 내린 흔적이 있다)를 구분해서 사용한다. 진행태는 지역에 따라서는 降りょーる와 같이 발음되기도 한다. 완료태는 〜とる라 발음하는 지역이 많으나 야마구치현에서는 〜ちょる라고 한다.
けえ, けん
규슈, 시코쿠 지방과 마찬가지로 이유의 접속조사로는 けえ, けん을 사용한다. 단 교토부, 효고현의 대부분은 예외이다.
활용어의 음편
형용사의 연용형은 다른 서일본 방언과 마찬가지로 白うなる와 같이 ウ 음편을 사용한다.
ア행(ワ행) 5단동사 연용형은 히가시산요・니시추고쿠에서는 다른 서일본 지역들처럼 洗うた로 발음하여 ウ 음편을 사용한다. 히가시산인에서는 洗った로 발음하여 촉음편을 사용한다. 운파쿠 방언도 마찬가지이다. 산인에서도 買う나 会う 같은 몇몇 단어는 ウ 음편을 써서 발음하지만, アウ가 アー로 변화한 지역에서는 買あた, 会あた의 꼴로 쓴다.
サ행 5단동사의 연용형은 イ 음편이 일어나며 出した는 出いた로 발음된다.
부정
다른 서일본 방언과 마찬가지로 동사의 부정은 行かん, 食べん과 같은 〜ん을 사용한다.
불가능
긴키, 시코쿠, 북부 규슈와 마찬가지로 よう 〜せん(~할 수 없다)을 통해 능력 부정을 표현한다. 예를 들면 よう泳がん이라고 하면 '맥주병이기 때문에 수영 능력이 없다'는 말이 되고, 泳げん、泳がれん이라고 하면 '수온이 낮다거나 파도가 높다는 등의 이유로 수영할 수 있는 환경이 아니'라는 말이 된다. 이처럼 상황과 능력 중 무엇에 의한 불가능인지 구별하여 말한다.
의지형
미연형에 う가 붙은 의지형은 의지나 권유뿐만 아니라 추량도 나타낸다. 예로는 書くだろう는 의 의미로 書こう, 書くだろう의 의미로 高かろう라고 말하는 것이 있다. 상1단 동사는 おきゅう(일어나자)와 같은 〜ュー형 또는 おきょお와 같은 〜ョー형으로 활용한다. 하1단 동사는 あきょお(열자)와 같은 〜ョー형으로 활용한다. 5단형 동사와 조동사는 산인의 돗토리현과 다지마 북부에서 いかあ(가자), たかからあ(높을 것이다)와 같이 〜アー형으로 활용한다.
가정
가정형은 行きゃー/行きゃ, 食べりゃー/食べりゃ와 같은 형태를 취한다.
형용동사
형용동사의 종지형은 静かな와 같은 연체형과 같은 형태를 취한다. 예로는 今日は静かな(=조용하다), 昨日は静かなかった/静かなった(=조용했다)가 있다.
동사
주고쿠 방언에서는 이른바 'ら 탈락어'나 'れ 첨가어'가 쓰이는 경우가 많다. 도카이 지방이나 다른 주고쿠, 시코쿠 지방과 마찬가지이다. 최근 일본어의 혼란으로 알려진 것보다 훨씬 이전부터 널리 쓰였다. ‘れ 첨가’는 일본어 문법 상 본래 れ가 필요하지 않은 5단활용 동사의 가능형에 れ를 넣어 말하는 것이다. 부정 표현에서 두드러지게 나타난다. 한편 가능형이 없는 동사(상1단 활용, 하1단 활용, カ행 변격활용)에는 일본어 문법상 본래 가능의 조동사 られる를 붙여야 하는데 ら를 탈락시켜서 말하는 경우가 많다. 즉, 양자 전부에서 れる를 통해 가능을 표현하려는 경향이 있다. 구체적으로는 음운상 같은 かける를 비교하면 본래 書く의 가능형은 書ける이지만, 이를 書けれる(れ 첨가)라 하며, 가능형이 없는 掛ける도 掛けれる(ら 탈락)라 한다는 것이다. 일본어 문법상 부정형은 각각 書けない, 掛けられない이며 구어로는 書けん, 掛けられん이 되지만, 이를 書けれん(=れ 첨가), 掛けれん(=ら 탈락)으로 말한다는 것이다.

## 어휘
긴키, 시코쿠, 규슈 지방과 마찬가지로 借る, 飽く, 足る 등의 동사를 4단·5단활용 그대로 사용한다. 단, 借る는 산인에서 1단활용인 かれる 또는 かりる이다.
긴키, 시코쿠, 규슈 지방과 공통되는 어휘에는 ねぶる(舐める), こける(転ぶ), いらう・いろう(触れる、触る、いじる), まどう(弁償する), ひらう(拾う), おう(おんぶする) 등의 동사, こそばいい、こそばゆい(くすぐったい), えらい(疲れた), あかい(明るい), からい(しおからい) 등의 형용사, なんぼ(いくつ), ほおべた(頬), なすび(なす) 등의 명사가 있다. 또한 多い, 遠い, 濃い, 酸い는おいい, といい, こいい, すいい라고 한다. 시코쿠, 규슈 지방과 공통되는 것에는 すてる(紛失する), こまい(小さい), かずむ・かざむ(においをかぐ) 등이 있다. 주고쿠 방언 특유의 것에는 きいな(黄色い), きんかいも(じゃがいも) 등이 있다.
전술하였듯 주고쿠 방언만의 특징은 것은 적으며, 다른 서일본 방언과 공통되는 부분이 많다. 그러나 산인에서는 다른 서일본방언 모두와 다른 특징도 있다.

## 주고쿠 지방의 방언 비교표
| 구획                 | 산요 방언       | 산요 방언       | 산인 방언       | 산인 방언       |
| 구획                 | 주고쿠 방언     | 주고쿠 방언     | 주고쿠 방언     | 운파쿠 방언     |
| 구획                 | 히가시산요 방언 | 니시추고쿠 방언 | 히가시산인 방언 | 운파쿠 방언     |
| -------------------- | --------------- | --------------- | --------------- | --------------- |
| 음운 체계            | 오모테니혼식    | 오모테니혼식    | 오모테니혼식    | 우라니혼식      |
| 단정조동사           | じゃ            | じゃ            | だ              | だ              |
| ワ행 5단 동사 연용형 | ウ 음편         | ウ 음편         | 촉음편, ア 음편 | 촉음편, ア 음편 |
| 借りる               | カル            | カル            | カレル          | カリル          |

### 참조주
1. ↑  『講座方言学 8 中国・四国地方の方言』19頁
2. ↑  岡田荘之輔「"たじま"のAU連母音」

## 참고 문헌
- 飯豊毅一・日野資純・佐藤亮一編『講座方言学 1 方言概説』国書刊行会、1986年 
  - 都竹通年雄「文法概説」
- 飯豊毅一・日野資純・佐藤亮一　編『講座方言学 8 中国・四国地方の方言』 国書刊行会、1982年
- 平山輝男ほか『日本のことばシリーズ』明治書院
  - 『京都府のことば』1997年
  - 『鳥取県のことば』1998年
  - 『島根県のことば』2008年
  - 『広島県のことば』1998年
- 井上史雄ほか編『日本列島方言叢書17 近畿方言考5 兵庫県』ゆまに書房、1996年
  - 岡田荘之輔・楳垣実「兵庫県方言」1962年
  - 岡田荘之輔「"たじま"のAU連母音」1952年

## 같이 보기
- 간키 방언
- 시코쿠 방언
- 운파쿠 방언
- 규슈 방언
- 산인 방언